# Eugenio Hidalgo Garcés
Eugenio Hidalgo Garcés (Badajoz, 1950) fou el batlle d'Andratx, a Mallorca, entre 2002 i 2006.
Exguàrdia civil, es presentà per primera vegada a les eleccions municipals d'Andratx el 1991 sota les sigles del Partido Radical Balear. Fou elegit regidor i, arran d'un pacte amb PP-UM i el Grup Independent de s'Arracó, s'encarregà de l'àrea d'urbanisme.
A les següents eleccions, el 1995, muntà el seu propi partit: Agrupación Liberal de Andratx i aconseguí dos regidors, però quedà fora del govern local.
A les eleccions del 1999, ALA aconseguí uns bons resultats i Hidalgo, altre cop la regidoria d'urbanisme.
El 2003, ALA obtingué 3 regidors i fou la tercera força més votada. La legislatura fou rocambolesca, i Hidalgo, després de pactar amb el PP primer i amb PSOE i UM després, tornà a pactar amb el PP, desfeu el seu partit ALA i s'afilià al PP. Hidalgo fou batlle durant tota la legislatura fins a la seva detenció i posterior dimissió el novembre de 2006.
Ha estat imputat per presumptes delictes urbanístics en el que s'ha anomenat Cas Andratx.